# Atzesberg
Atzesberg település Ausztriában, Felső-Ausztria tartományban, a Rohrbachi járásban. , területe 13 km².

## Fekvése
Tengerszint feletti magassága 610 méter. Atzesberg Sarleinsbach, Hörbich, Putzleinsdorf, Pfarrkirchen im Mühlkreis és Oberkappel településekkel határos.

## Népesség
Lakosainak száma 446 fő (2018. január 1.).